# 차경호
차경호(車景鎬, 1957년 ~ )는 대한민국의 MBC의 보도국 기자로 활동했으며. 前 대구 MBC 사장을 역임했다. 

## 학력
- 경복고등학교
- 성균관대학교 행정학과 학사
- 연세대학교 언론홍보대학원 석사

## 경력
- ~ 2013.11대구MBC 사장
- MBC 기획조정본부 본부장
- 2010.03MBC 보도본부장
- 2009.04MBC 보도국 국장
- 2009MBC 보도국 부국장
- MBC 도쿄특파원 사회1부 부장
- MBC 사회에디터
- MBC 경제과학에디터
- MBC 신사옥추진본부 본부장
- 1984 MBC 보도국 기자 입사